# Smittina colletti
Smittina colletti är en mossdjursart som först beskrevs av Jullien 1903.  Smittina colletti ingår i släktet Smittina och familjen Smittinidae. Inga underarter finns listade i Catalogue of Life.